# Omloop Het Nieuwsblad 2025
Omloop Het Nieuwsblad 2025 var den 80:e upplagan av det belgiska cykelloppet Omloop Het Nieuwsblad. Tävlingen avgjordes den 1 mars 2025 med start i Gent och målgång i Ninove. Loppet var en del av UCI World Tour 2025 och vanns av norske Søren Wærenskjold från cykelstallet Uno-X Mobility.

## Deltagande lag
| WorldTeams (18)- EF Education-EasyPost - Bahrain-Victorious - Red Bull-BORA-hansgrohe - XDS Astana Team - Cofidis - UAE Team Emirates XRG - Lidl-Trek - Soudal Quick-Step - Arkéa-B&B Hotels - Team Visma \| Lease a Bike - Decathlon AG2R La Mondiale Team - Movistar Team - Groupama-FDJ - Team Picnic-PostNL - Alpecin-Deceuninck - Ineos Grenadiers - Intermarché-Wanty - Team Jayco AlUla ProTeams (7)- Lotto - Q36.5 Pro Cycling Team - Team Flanders-Baloise - Israel-Premier Tech - Uno-X Mobility - Tudor Pro Cycling Team - Unibet Tietema Rockets |
| |

## Resultat
| \| Totaltävlingen \| Totaltävlingen \| Totaltävlingen \| Totaltävlingen \| Totaltävlingen \| \| Cyklist \| Cyklist \| Lag \| Tid \| \| \| -------------- \| ------------------- \| ---------------------- \| -------------- \| -------------- \| \| 1. \| Søren Wærenskjold \| Uno-X Mobility \| 4t 37' 53" \| \| \| 2. \| Paul Magnier \| Soudal Quick-Step \| + 0" \| \| \| 3. \| Jasper Philipsen \| Alpecin-Deceuninck \| + 0" \| \| \| 4. \| Brent Van Moer \| Lotto \| + 0" \| \| \| 5. \| Samuel Watson \| Ineos Grenadiers \| + 0" \| \| \| 6. \| Lukáš Kubiš \| Unibet Tietema Rockets \| + 0" \| \| \| 7. \| Piet Allegaert \| Cofidis \| + 0" \| \| \| 8. \| Vincenzo Albanese \| EF Education-EasyPost \| + 0" \| \| \| 9. \| Marijn van den Berg \| EF Education-EasyPost \| + 0" \| \| \| 10. \| Lewis Askey \| Groupama-FDJ \| + 0" \| \| |                     |                        |            |
| |                     |                        |            |
| Källa: ProCyclingStats |                     |                        |            |
| Totaltävlingen |                     |                        |            |
| Cyklist | Cyklist             | Lag                    | Tid        |
| 1. | Søren Wærenskjold   | Uno-X Mobility         | 4t 37' 53" |
| 2. | Paul Magnier        | Soudal Quick-Step      | + 0"       |
| 3. | Jasper Philipsen    | Alpecin-Deceuninck     | + 0"       |
| 4. | Brent Van Moer      | Lotto                  | + 0"       |
| 5. | Samuel Watson       | Ineos Grenadiers       | + 0"       |
| 6. | Lukáš Kubiš         | Unibet Tietema Rockets | + 0"       |
| 7. | Piet Allegaert      | Cofidis                | + 0"       |
| 8. | Vincenzo Albanese   | EF Education-EasyPost  | + 0"       |
| 9. | Marijn van den Berg | EF Education-EasyPost  | + 0"       |
| 10. | Lewis Askey         | Groupama-FDJ           | + 0"       |

## Startlista
| Red Bull-Bora-Hansgrohe RBH                  | Red Bull-Bora-Hansgrohe RBH | Red Bull-Bora-Hansgrohe RBH |
| -------------------------------------------- | --------------------------- | --------------------------- |
| #                                            | Cyklist                     | Placering                   |
| 1                                            | Jan Tratnik (SLO)           | 59.                         |
| 2                                            | Roger Adrià (ESP)           | 23.                         |
| 3                                            | Ryan Mullen (IRL)           | DNF                         |
| 4                                            | Oier Lazkano (ESP)          | 126.                        |
| 5                                            | Jordi Meeus (BEL)           | DNF                         |
| 6                                            | Mick van Dijke (NED)        | 26.                         |
| 7                                            | Tim van Dijke (NED)         | 15.                         |
| Sportchef : Roger Hammond, Heinrich Haussler |                             |                             |

| Team Visma \| Lease a Bike TVL                | Team Visma \| Lease a Bike TVL | Team Visma \| Lease a Bike TVL |
| --------------------------------------------- | ------------------------------ | ------------------------------ |
| #                                             | Cyklist                        | Placering                      |
| 11                                            | Wout van Aert (BEL)            | 11.                            |
| 12                                            | Edoardo Affini (ITA)           | 151.                           |
| 13                                            | Tiesj Benoot (BEL)             | 44.                            |
| 14                                            | Matthew Brennan (GBR)          | 69.                            |
| 15                                            | Victor Campenaerts (BEL)       | 132.                           |
| 16                                            | Per Strand Hagenes (NOR)       | 124.                           |
| 17                                            | Matteo Jorgenson (USA)         | 52.                            |
| Sportchef : Arthur Van Dongen, Richard Plugge |                                |                                |

| Alpecin-Deceuninck ADC                            | Alpecin-Deceuninck ADC  | Alpecin-Deceuninck ADC |
| ------------------------------------------------- | ----------------------- | ---------------------- |
| #                                                 | Cyklist                 | Placering              |
| 21                                                | Jasper Philipsen (BEL)  | 3.                     |
| 22                                                | Silvan Dillier (SUI)    | 103.                   |
| 23                                                | Robbe Ghys (BEL)        | 134.                   |
| 24                                                | Kaden Groves (AUS)      | 65.                    |
| 25                                                | Xandro Meurisse (BEL)   | 63.                    |
| 26                                                | Oscar Riesebeek (NED)   | 125.                   |
| 27                                                | Gianni Vermeersch (BEL) | 49.                    |
| Sportchef : Christoph Roodhooft, Frederik Willems |                         |                        |

| Intermarché-Wanty IWA                    | Intermarché-Wanty IWA                | Intermarché-Wanty IWA |
| ---------------------------------------- | ------------------------------------ | --------------------- |
| #                                        | Cyklist                              | Placering             |
| 31                                       | Arne Marit (BEL)                     | 66.                   |
| 32                                       | Vito Braet (BEL)                     | 34.                   |
| 33                                       | Luca Van Boven (BEL)                 | 54.                   |
| 34                                       | Adrien Petit (FRA)                   | DNF                   |
| 35                                       | Laurenz Rex (BEL)                    | 30.                   |
| 36                                       | Jonas Rutsch (GER)                   | 41.                   |
| 37                                       | Roel Daan van Sintmaartensdijk (NED) | DNF                   |
| Sportchef : Dimitri Claeys, Aike Visbeek |                                      |                       |

| Soudal Quick-Step SOQ                    | Soudal Quick-Step SOQ   | Soudal Quick-Step SOQ |
| ---------------------------------------- | ----------------------- | --------------------- |
| #                                        | Cyklist                 | Placering             |
| 41                                       | Yves Lampaert (BEL)     | 51.                   |
| 42                                       | Pepijn Reinderink (NED) | 109.                  |
| 43                                       | Pascal Eenkhoorn (NED)  | 57.                   |
| 44                                       | Gil Gelders (BEL)       | 114.                  |
| 45                                       | Paul Magnier (FRA)      | 2.                    |
| 46                                       | Casper Pedersen (DEN)   | 35.                   |
| 47                                       | Dries Van Gestel (BEL)  | 64.                   |
| Sportchef : Iljo Keisse, Geert Van Bondt |                         |                       |

| Arkéa-B&B Hotels ARK                          | Arkéa-B&B Hotels ARK   | Arkéa-B&B Hotels ARK |
| --------------------------------------------- | ---------------------- | -------------------- |
| #                                             | Cyklist                | Placering            |
| 51                                            | Jenthe Biermans (BEL)  | 29.                  |
| 52                                            | Amaury Capiot (BEL)    | 21.                  |
| 53                                            | Donavan Grondin (FRA)  | DNF                  |
| 54                                            | Giosuè Epis (ITA)      | 97.                  |
| 55                                            | Miles Scotson (AUS)    | 143.                 |
| 56                                            | Florian Sénéchal (FRA) | 108.                 |
| 57                                            | Pierre Thierry (FRA)   | 83.                  |
| Sportchef : Sébastien Hinault, Mickael Leveau |                        |                      |

| Bahrain Victorious TBV                                         | Bahrain Victorious TBV | Bahrain Victorious TBV |
| -------------------------------------------------------------- | ---------------------- | ---------------------- |
| #                                                              | Cyklist                | Placering              |
| 61                                                             | Matej Mohorič (SLO)    | 150.                   |
| 62                                                             | Roman Ermakov (RUS)    | 87.                    |
| 63                                                             | Matevž Govekar (SLO)   | 152.                   |
| 64                                                             | Kamil Gradek (POL)     | 113.                   |
| 65                                                             | Andrea Pasqualon (ITA) | 74.                    |
| 66                                                             | Robert Stannard (AUS)  | 102.                   |
| 67                                                             | Fred Wright (GBR)      | 39.                    |
| Sportchef : Aart Vierhouten, Michał Gołaś, Vladimir Miholjević |                        |                        |

| Cofidis COF                  | Cofidis COF          | Cofidis COF |
| ---------------------------- | -------------------- | ----------- |
| #                            | Cyklist              | Placering   |
| 71                           | Dylan Teuns (BEL)    | 45.         |
| 72                           | Piet Allegaert (BEL) | 7.          |
| 73                           | Bryan Coquard (FRA)  | 136.        |
| 74                           | Aimé De Gendt (BEL)  | 127.        |
| 75                           | Alexis Renard (FRA)  | 14.         |
| 76                           | Ludovic Robeet (BEL) | 149.        |
| 77                           | Nolann Mahoudo (FRA) | 139.        |
| Sportchef : Thierry Marichal |                      |             |

| Decathlon-AG2R La Mondiale DAT       | Decathlon-AG2R La Mondiale DAT | Decathlon-AG2R La Mondiale DAT |
| ------------------------------------ | ------------------------------ | ------------------------------ |
| #                                    | Cyklist                        | Placering                      |
| 81                                   | Oliver Naesen (BEL)            | 22.                            |
| 82                                   | Stefan Bissegger (SUI)         | 25.                            |
| 83                                   | Dries De Bondt (BEL)           | 77.                            |
| 84                                   | Rasmus Søjberg Pedersen (DEN)  | 13.                            |
| 85                                   | Stan Dewulf (BEL)              | 33.                            |
| 86                                   | Tord Gudmestad (NOR)           | 123.                           |
| 87                                   | Gianluca Pollefliet (BEL)      | 146.                           |
| Sportchef : Julien Jurdie, Luke Rowe |                                |                                |

| EF Education-EasyPost EFE                | EF Education-EasyPost EFE   | EF Education-EasyPost EFE |
| ---------------------------------------- | --------------------------- | ------------------------- |
| #                                        | Cyklist                     | Placering                 |
| 91                                       | Kasper Asgreen (DEN)        | 40.                       |
| 92                                       | Vincenzo Albanese (ITA)     | 8.                        |
| 93                                       | Owain Doull (GBR)           | 92.                       |
| 94                                       | Mikkel Frølich Honoré (DEN) | 62.                       |
| 95                                       | Madis Mihkels (EST)         | DNF                       |
| 96                                       | Marijn van den Berg (NED)   | 9.                        |
| 97                                       | Michael Valgren (DEN)       | 130.                      |
| Sportchef : Ken Vanmarcke, Andreas Klier |                             |                           |

| Groupama-FDJ GFC                          | Groupama-FDJ GFC               | Groupama-FDJ GFC |
| ----------------------------------------- | ------------------------------ | ---------------- |
| #                                         | Cyklist                        | Placering        |
| 101                                       | Stefan Küng (SUI)              | 32.              |
| 102                                       | Lewis Askey (GBR)              | 10.              |
| 103                                       | Sven Erik Bystrøm (NOR)        | 75.              |
| 104                                       | Kevin Geniets (LUX) (landsväg) | 37.              |
| 105                                       | Johan Jacobs (SUI)             | 141.             |
| 106                                       | Olivier Le Gac (FRA)           | 107.             |
| 107                                       | Clément Russo (FRA)            | 104.             |
| Sportchef : Frédéric Guesdon, Marc Madiot |                                |                  |

| Ineos Grenadiers IGD                      | Ineos Grenadiers IGD | Ineos Grenadiers IGD |
| ----------------------------------------- | -------------------- | -------------------- |
| #                                         | Cyklist              | Placering            |
| 111                                       | Bob Jungels (LUX)    | 119.                 |
| 112                                       | Kim Heiduk (GER)     | 116.                 |
| 113                                       | Artem Shmidt (USA)   | 98.                  |
| 114                                       | Connor Swift (GBR)   | 118.                 |
| 115                                       | Josh Tarling (GBR)   | 47.                  |
| 116                                       | Ben Turner (GBR)     | 121.                 |
| 117                                       | Samuel Watson (GBR)  | 5.                   |
| Sportchef : Ian Stannard, Christian Knees |                      |                      |

| Lidl-Trek LTK                           | Lidl-Trek LTK             | Lidl-Trek LTK |
| --------------------------------------- | ------------------------- | ------------- |
| #                                       | Cyklist                   | Placering     |
| 121                                     | Jasper Stuyven (BEL)      | 48.           |
| 122                                     | Tim Declercq (BEL)        | 95.           |
| 123                                     | Daan Hoole (NED)          | 106.          |
| 124                                     | Edward Theuns (BEL)       | 122.          |
| 125                                     | Toms Skujiņš (LAT)        | 31.           |
| 126                                     | Mathias Vacek (CZE)       | 16.           |
| 127                                     | Tim Torn Teutenberg (GER) | 147.          |
| Sportchef : Michael Schär, Grégory Rast |                           |               |

| Movistar Team MOV            | Movistar Team MOV         | Movistar Team MOV |
| ---------------------------- | ------------------------- | ----------------- |
| #                            | Cyklist                   | Placering         |
| 131                          | Iván García Cortina (ESP) | 81.               |
| 132                          | Orluis Aular (VEN)        | 111.              |
| 133                          | Jon Barrenetxea (ESP)     | 82.               |
| 134                          | Davide Cimolai (ITA)      | DNF               |
| 135                          | Lorenzo Milesi (ITA)      | DNF               |
| 136                          | Manlio Moro (ITA)         | 155.              |
| 137                          | Mathias Norsgaard (DEN)   | 138.              |
| Sportchef : Jürgen Roelandts |                           |                   |

| Team Jayco AlUla JAY                       | Team Jayco AlUla JAY   | Team Jayco AlUla JAY |
| ------------------------------------------ | ---------------------- | -------------------- |
| #                                          | Cyklist                | Placering            |
| 141                                        | Robert Donaldson (GBR) | 89.                  |
| 142                                        | Anders Foldager (DEN)  | 90.                  |
| 143                                        | Jelte Krijnsen (NED)   | 73.                  |
| 144                                        | Kelland O'Brien (AUS)  | 80.                  |
| 145                                        | Elmar Reinders (NED)   | 27.                  |
| 146                                        | Campbell Stewart (NZL) | 153.                 |
| 147                                        | Jasha Sütterlin (GER)  | 154.                 |
| Sportchef : Mathew Hayman, Tristan Hoffman |                        |                      |

| Team Picnic-PostNL TPP                | Team Picnic-PostNL TPP    | Team Picnic-PostNL TPP |
| ------------------------------------- | ------------------------- | ---------------------- |
| #                                     | Cyklist                   | Placering              |
| 151                                   | John Degenkolb (GER)      | 104.                   |
| 152                                   | Alexander Edmondson (AUS) | DNS                    |
| 153                                   | Sean Flynn (GBR)          | 76.                    |
| 154                                   | Enzo Leijnse (NED)        | 61.                    |
| 155                                   | Tim Naberman (NED)        | DNF                    |
| 156                                   | Patrick Eddy (AUS)        | DNF                    |
| 157                                   | Julius van den Berg (NED) | 60.                    |
| Sportchef : Pim Ligthart, Rudie Kemna |                           |                        |

| UAE Team Emirates XRG UAD | UAE Team Emirates XRG UAD         | UAE Team Emirates XRG UAD |
| ------------------------- | --------------------------------- | ------------------------- |
| #                         | Cyklist                           | Placering                 |
| 161                       | Nils Politt (GER)                 | 50.                       |
| 162                       | Mikkel Bjerg (DEN)                | 70.                       |
| 163                       | Rune Herregodts (BEL)             | 100.                      |
| 164                       | Jhonatan Narváez (ECU) (landsväg) | 43.                       |
| 165                       | António Morgado (POR)             | 42.                       |
| 166                       | Florian Vermeersch (BEL)          | 140.                      |
| 167                       | Tim Wellens (BEL)                 | 46.                       |
| Sportchef : Marco Marcato |                                   |                           |

| XDS Astana Team XAT                         | XDS Astana Team XAT              | XDS Astana Team XAT |
| ------------------------------------------- | -------------------------------- | ------------------- |
| #                                           | Cyklist                          | Placering           |
| 171                                         | Davide Ballerini (ITA)           | 137.                |
| 172                                         | Alberto Bettiol (ITA) (landsväg) | 115.                |
| 173                                         | Cees Bol (NED)                   | 18.                 |
| 174                                         | Michele Gazzoli (ITA)            | 105.                |
| 175                                         | Alessandro Romele (ITA)          | 110.                |
| 176                                         | Ide Schelling (NED)              | 129.                |
| 177                                         | Mike Teunissen (NED)             | 19.                 |
| Sportchef : Laurenzo Lapage, Stefano Zanini |                                  |                     |

| Israel-Premier Tech IPT                   | Israel-Premier Tech IPT | Israel-Premier Tech IPT |
| ----------------------------------------- | ----------------------- | ----------------------- |
| #                                         | Cyklist                 | Placering               |
| 181                                       | Joseph Blackmore (GBR)  | 93.                     |
| 182                                       | Guillaume Boivin (CAN)  | DNF                     |
| 183                                       | Matis Louvel (FRA)      | 28.                     |
| 184                                       | Riley Pickrell (CAN)    | DNF                     |
| 185                                       | Riley Sheehan (USA)     | 99.                     |
| 186                                       | Jake Stewart (GBR)      | 20.                     |
| 187                                       | Tom Van Asbroeck (BEL)  | 71.                     |
| Sportchef : Eric Van Lancker, Steve Bauer |                         |                         |

| Lotto LOT                            | Lotto LOT                      | Lotto LOT |
| ------------------------------------ | ------------------------------ | --------- |
| #                                    | Cyklist                        | Placering |
| 191                                  | Arnaud De Lie (BEL) (landsväg) | 85.       |
| 192                                  | Lionel Taminiaux (BEL)         | 135.      |
| 193                                  | Cedric Beullens (BEL)          | 91.       |
| 194                                  | Jasper De Buyst (BEL)          | 131.      |
| 195                                  | Sébastien Grignard (BEL)       | 88.       |
| 196                                  | Arjen Livyns (BEL)             | 17.       |
| 197                                  | Brent Van Moer (BEL)           | 4.        |
| Sportchef : Dirk Demol, Nikolas Maes |                                |           |

| Uno-X Mobility UXM                                              | Uno-X Mobility UXM            | Uno-X Mobility UXM |
| --------------------------------------------------------------- | ----------------------------- | ------------------ |
| #                                                               | Cyklist                       | Placering          |
| 201                                                             | Jonas Abrahamsen (NOR)        | 53.                |
| 202                                                             | Jonas Iversby Hvideberg (NOR) | 96.                |
| 203                                                             | Søren Wærenskjold (NOR)       | 1.                 |
| 204                                                             | Amund Grøndahl Jansen (NOR)   | 148.               |
| 205                                                             | Erik Nordsæter Resell (NOR)   | 80.                |
| 206                                                             | Anders Skaarseth (NOR)        | 86.                |
| 207                                                             | Rasmus Fossum Tiller (NOR)    | 67.                |
| Sportchef : Gino Van Oudenhove, Leonard Snoeks, Max Emil Kørner |                               |                    |

| Q36.5 Pro Cycling Team Q36            | Q36.5 Pro Cycling Team Q36 | Q36.5 Pro Cycling Team Q36 |
| ------------------------------------- | -------------------------- | -------------------------- |
| #                                     | Cyklist                    | Placering                  |
| 211                                   | Tom Pidcock (GBR)          | 38.                        |
| 212                                   | Fabio Christen (SUI)       | 35.                        |
| 213                                   | Frederik Frison (BEL)      | DNF                        |
| 214                                   | Kamil Małecki (POL)        | DNF                        |
| 215                                   | Jannik Steimle (GER)       | 68.                        |
| 216                                   | Nicolò Parisini (ITA)      | DNF                        |
| 217                                   | Nickolas Zukowsky (CAN)    | 142.                       |
| Sportchef : Piotr Wadecki, Jens Zemke |                            |                            |

| Team Flanders-Baloise TFB                  | Team Flanders-Baloise TFB | Team Flanders-Baloise TFB |
| ------------------------------------------ | ------------------------- | ------------------------- |
| #                                          | Cyklist                   | Placering                 |
| 221                                        | Alex Colman (BEL)         | DNF                       |
| 222                                        | Brem Deman (BEL)          | 144.                      |
| 223                                        | Siebe Deweirdt (BEL)      | 56.                       |
| 224                                        | Yentl Vandevelde (BEL)    | DNF                       |
| 225                                        | Dylan Vandenstorme (BEL)  | 112.                      |
| 226                                        | Ward Vanhoof (BEL)        | 78.                       |
| 227                                        | Victor Vercouillie (BEL)  | 58.                       |
| Sportchef : Hans De Clercq, Andy Missotten |                           |                           |

| Tudor Pro Cycling Team TUD                | Tudor Pro Cycling Team TUD | Tudor Pro Cycling Team TUD |
| ----------------------------------------- | -------------------------- | -------------------------- |
| #                                         | Cyklist                    | Placering                  |
| 231                                       | Matteo Trentin (ITA)       | 12.                        |
| 232                                       | Robin Froidevaux (SUI)     | 133.                       |
| 233                                       | Marco Haller (AUT)         | 120.                       |
| 234                                       | Petr Kelemen (CZE)         | 145.                       |
| 235                                       | Fabian Lienhard (SUI)      | 117.                       |
| 236                                       | Marius Mayrhofer (GER)     | 128.                       |
| 237                                       | Rick Pluimers (NED)        | 24.                        |
| Sportchef : Morgan Lamoisson, Bart Leysen |                            |                            |

| Unibet Tietema Rockets RKT            | Unibet Tietema Rockets RKT   | Unibet Tietema Rockets RKT |
| ------------------------------------- | ---------------------------- | -------------------------- |
| #                                     | Cyklist                      | Placering                  |
| 241                                   | Hartthijs de Vries (NED)     | 36.                        |
| 242                                   | Owen Geleijn (NED)           | 101.                       |
| 243                                   | Axel Huens (FRA)             | 72.                        |
| 244                                   | Jelle Johannink (NED)        | 84.                        |
| 245                                   | Tomáš Kopecký (CZE)          | 94.                        |
| 246                                   | Lukáš Kubiš (SVK) (landsväg) | 6.                         |
| 247                                   | Abram Stockman (BEL)         | 79.                        |
| Sportchef : Sverre Vik, Rob Harmeling |                              |                            |

| Red Bull-Bora-Hansgrohe RBH                  | Red Bull-Bora-Hansgrohe RBH | Red Bull-Bora-Hansgrohe RBH |
| -------------------------------------------- | --------------------------- | --------------------------- |
| #                                            | Cyklist                     | Placering                   |
| 1                                            | Jan Tratnik (SLO)           | 59.                         |
| 2                                            | Roger Adrià (ESP)           | 23.                         |
| 3                                            | Ryan Mullen (IRL)           | DNF                         |
| 4                                            | Oier Lazkano (ESP)          | 126.                        |
| 5                                            | Jordi Meeus (BEL)           | DNF                         |
| 6                                            | Mick van Dijke (NED)        | 26.                         |
| 7                                            | Tim van Dijke (NED)         | 15.                         |
| Sportchef : Roger Hammond, Heinrich Haussler |                             |                             |

| Team Visma \| Lease a Bike TVL                | Team Visma \| Lease a Bike TVL | Team Visma \| Lease a Bike TVL |
| --------------------------------------------- | ------------------------------ | ------------------------------ |
| #                                             | Cyklist                        | Placering                      |
| 11                                            | Wout van Aert (BEL)            | 11.                            |
| 12                                            | Edoardo Affini (ITA)           | 151.                           |
| 13                                            | Tiesj Benoot (BEL)             | 44.                            |
| 14                                            | Matthew Brennan (GBR)          | 69.                            |
| 15                                            | Victor Campenaerts (BEL)       | 132.                           |
| 16                                            | Per Strand Hagenes (NOR)       | 124.                           |
| 17                                            | Matteo Jorgenson (USA)         | 52.                            |
| Sportchef : Arthur Van Dongen, Richard Plugge |                                |                                |

| Alpecin-Deceuninck ADC                            | Alpecin-Deceuninck ADC  | Alpecin-Deceuninck ADC |
| ------------------------------------------------- | ----------------------- | ---------------------- |
| #                                                 | Cyklist                 | Placering              |
| 21                                                | Jasper Philipsen (BEL)  | 3.                     |
| 22                                                | Silvan Dillier (SUI)    | 103.                   |
| 23                                                | Robbe Ghys (BEL)        | 134.                   |
| 24                                                | Kaden Groves (AUS)      | 65.                    |
| 25                                                | Xandro Meurisse (BEL)   | 63.                    |
| 26                                                | Oscar Riesebeek (NED)   | 125.                   |
| 27                                                | Gianni Vermeersch (BEL) | 49.                    |
| Sportchef : Christoph Roodhooft, Frederik Willems |                         |                        |

| Intermarché-Wanty IWA                    | Intermarché-Wanty IWA                | Intermarché-Wanty IWA |
| ---------------------------------------- | ------------------------------------ | --------------------- |
| #                                        | Cyklist                              | Placering             |
| 31                                       | Arne Marit (BEL)                     | 66.                   |
| 32                                       | Vito Braet (BEL)                     | 34.                   |
| 33                                       | Luca Van Boven (BEL)                 | 54.                   |
| 34                                       | Adrien Petit (FRA)                   | DNF                   |
| 35                                       | Laurenz Rex (BEL)                    | 30.                   |
| 36                                       | Jonas Rutsch (GER)                   | 41.                   |
| 37                                       | Roel Daan van Sintmaartensdijk (NED) | DNF                   |
| Sportchef : Dimitri Claeys, Aike Visbeek |                                      |                       |

| Soudal Quick-Step SOQ                    | Soudal Quick-Step SOQ   | Soudal Quick-Step SOQ |
| ---------------------------------------- | ----------------------- | --------------------- |
| #                                        | Cyklist                 | Placering             |
| 41                                       | Yves Lampaert (BEL)     | 51.                   |
| 42                                       | Pepijn Reinderink (NED) | 109.                  |
| 43                                       | Pascal Eenkhoorn (NED)  | 57.                   |
| 44                                       | Gil Gelders (BEL)       | 114.                  |
| 45                                       | Paul Magnier (FRA)      | 2.                    |
| 46                                       | Casper Pedersen (DEN)   | 35.                   |
| 47                                       | Dries Van Gestel (BEL)  | 64.                   |
| Sportchef : Iljo Keisse, Geert Van Bondt |                         |                       |

| Arkéa-B&B Hotels ARK                          | Arkéa-B&B Hotels ARK   | Arkéa-B&B Hotels ARK |
| --------------------------------------------- | ---------------------- | -------------------- |
| #                                             | Cyklist                | Placering            |
| 51                                            | Jenthe Biermans (BEL)  | 29.                  |
| 52                                            | Amaury Capiot (BEL)    | 21.                  |
| 53                                            | Donavan Grondin (FRA)  | DNF                  |
| 54                                            | Giosuè Epis (ITA)      | 97.                  |
| 55                                            | Miles Scotson (AUS)    | 143.                 |
| 56                                            | Florian Sénéchal (FRA) | 108.                 |
| 57                                            | Pierre Thierry (FRA)   | 83.                  |
| Sportchef : Sébastien Hinault, Mickael Leveau |                        |                      |

| Bahrain Victorious TBV                                         | Bahrain Victorious TBV | Bahrain Victorious TBV |
| -------------------------------------------------------------- | ---------------------- | ---------------------- |
| #                                                              | Cyklist                | Placering              |
| 61                                                             | Matej Mohorič (SLO)    | 150.                   |
| 62                                                             | Roman Ermakov (RUS)    | 87.                    |
| 63                                                             | Matevž Govekar (SLO)   | 152.                   |
| 64                                                             | Kamil Gradek (POL)     | 113.                   |
| 65                                                             | Andrea Pasqualon (ITA) | 74.                    |
| 66                                                             | Robert Stannard (AUS)  | 102.                   |
| 67                                                             | Fred Wright (GBR)      | 39.                    |
| Sportchef : Aart Vierhouten, Michał Gołaś, Vladimir Miholjević |                        |                        |

| Cofidis COF                  | Cofidis COF          | Cofidis COF |
| ---------------------------- | -------------------- | ----------- |
| #                            | Cyklist              | Placering   |
| 71                           | Dylan Teuns (BEL)    | 45.         |
| 72                           | Piet Allegaert (BEL) | 7.          |
| 73                           | Bryan Coquard (FRA)  | 136.        |
| 74                           | Aimé De Gendt (BEL)  | 127.        |
| 75                           | Alexis Renard (FRA)  | 14.         |
| 76                           | Ludovic Robeet (BEL) | 149.        |
| 77                           | Nolann Mahoudo (FRA) | 139.        |
| Sportchef : Thierry Marichal |                      |             |

| Decathlon-AG2R La Mondiale DAT       | Decathlon-AG2R La Mondiale DAT | Decathlon-AG2R La Mondiale DAT |
| ------------------------------------ | ------------------------------ | ------------------------------ |
| #                                    | Cyklist                        | Placering                      |
| 81                                   | Oliver Naesen (BEL)            | 22.                            |
| 82                                   | Stefan Bissegger (SUI)         | 25.                            |
| 83                                   | Dries De Bondt (BEL)           | 77.                            |
| 84                                   | Rasmus Søjberg Pedersen (DEN)  | 13.                            |
| 85                                   | Stan Dewulf (BEL)              | 33.                            |
| 86                                   | Tord Gudmestad (NOR)           | 123.                           |
| 87                                   | Gianluca Pollefliet (BEL)      | 146.                           |
| Sportchef : Julien Jurdie, Luke Rowe |                                |                                |

| EF Education-EasyPost EFE                | EF Education-EasyPost EFE   | EF Education-EasyPost EFE |
| ---------------------------------------- | --------------------------- | ------------------------- |
| #                                        | Cyklist                     | Placering                 |
| 91                                       | Kasper Asgreen (DEN)        | 40.                       |
| 92                                       | Vincenzo Albanese (ITA)     | 8.                        |
| 93                                       | Owain Doull (GBR)           | 92.                       |
| 94                                       | Mikkel Frølich Honoré (DEN) | 62.                       |
| 95                                       | Madis Mihkels (EST)         | DNF                       |
| 96                                       | Marijn van den Berg (NED)   | 9.                        |
| 97                                       | Michael Valgren (DEN)       | 130.                      |
| Sportchef : Ken Vanmarcke, Andreas Klier |                             |                           |

| Groupama-FDJ GFC                          | Groupama-FDJ GFC               | Groupama-FDJ GFC |
| ----------------------------------------- | ------------------------------ | ---------------- |
| #                                         | Cyklist                        | Placering        |
| 101                                       | Stefan Küng (SUI)              | 32.              |
| 102                                       | Lewis Askey (GBR)              | 10.              |
| 103                                       | Sven Erik Bystrøm (NOR)        | 75.              |
| 104                                       | Kevin Geniets (LUX) (landsväg) | 37.              |
| 105                                       | Johan Jacobs (SUI)             | 141.             |
| 106                                       | Olivier Le Gac (FRA)           | 107.             |
| 107                                       | Clément Russo (FRA)            | 104.             |
| Sportchef : Frédéric Guesdon, Marc Madiot |                                |                  |

| Ineos Grenadiers IGD                      | Ineos Grenadiers IGD | Ineos Grenadiers IGD |
| ----------------------------------------- | -------------------- | -------------------- |
| #                                         | Cyklist              | Placering            |
| 111                                       | Bob Jungels (LUX)    | 119.                 |
| 112                                       | Kim Heiduk (GER)     | 116.                 |
| 113                                       | Artem Shmidt (USA)   | 98.                  |
| 114                                       | Connor Swift (GBR)   | 118.                 |
| 115                                       | Josh Tarling (GBR)   | 47.                  |
| 116                                       | Ben Turner (GBR)     | 121.                 |
| 117                                       | Samuel Watson (GBR)  | 5.                   |
| Sportchef : Ian Stannard, Christian Knees |                      |                      |

| Lidl-Trek LTK                           | Lidl-Trek LTK             | Lidl-Trek LTK |
| --------------------------------------- | ------------------------- | ------------- |
| #                                       | Cyklist                   | Placering     |
| 121                                     | Jasper Stuyven (BEL)      | 48.           |
| 122                                     | Tim Declercq (BEL)        | 95.           |
| 123                                     | Daan Hoole (NED)          | 106.          |
| 124                                     | Edward Theuns (BEL)       | 122.          |
| 125                                     | Toms Skujiņš (LAT)        | 31.           |
| 126                                     | Mathias Vacek (CZE)       | 16.           |
| 127                                     | Tim Torn Teutenberg (GER) | 147.          |
| Sportchef : Michael Schär, Grégory Rast |                           |               |

| Movistar Team MOV            | Movistar Team MOV         | Movistar Team MOV |
| ---------------------------- | ------------------------- | ----------------- |
| #                            | Cyklist                   | Placering         |
| 131                          | Iván García Cortina (ESP) | 81.               |
| 132                          | Orluis Aular (VEN)        | 111.              |
| 133                          | Jon Barrenetxea (ESP)     | 82.               |
| 134                          | Davide Cimolai (ITA)      | DNF               |
| 135                          | Lorenzo Milesi (ITA)      | DNF               |
| 136                          | Manlio Moro (ITA)         | 155.              |
| 137                          | Mathias Norsgaard (DEN)   | 138.              |
| Sportchef : Jürgen Roelandts |                           |                   |

| Team Jayco AlUla JAY                       | Team Jayco AlUla JAY   | Team Jayco AlUla JAY |
| ------------------------------------------ | ---------------------- | -------------------- |
| #                                          | Cyklist                | Placering            |
| 141                                        | Robert Donaldson (GBR) | 89.                  |
| 142                                        | Anders Foldager (DEN)  | 90.                  |
| 143                                        | Jelte Krijnsen (NED)   | 73.                  |
| 144                                        | Kelland O'Brien (AUS)  | 80.                  |
| 145                                        | Elmar Reinders (NED)   | 27.                  |
| 146                                        | Campbell Stewart (NZL) | 153.                 |
| 147                                        | Jasha Sütterlin (GER)  | 154.                 |
| Sportchef : Mathew Hayman, Tristan Hoffman |                        |                      |

| Team Picnic-PostNL TPP                | Team Picnic-PostNL TPP    | Team Picnic-PostNL TPP |
| ------------------------------------- | ------------------------- | ---------------------- |
| #                                     | Cyklist                   | Placering              |
| 151                                   | John Degenkolb (GER)      | 104.                   |
| 152                                   | Alexander Edmondson (AUS) | DNS                    |
| 153                                   | Sean Flynn (GBR)          | 76.                    |
| 154                                   | Enzo Leijnse (NED)        | 61.                    |
| 155                                   | Tim Naberman (NED)        | DNF                    |
| 156                                   | Patrick Eddy (AUS)        | DNF                    |
| 157                                   | Julius van den Berg (NED) | 60.                    |
| Sportchef : Pim Ligthart, Rudie Kemna |                           |                        |

| UAE Team Emirates XRG UAD | UAE Team Emirates XRG UAD         | UAE Team Emirates XRG UAD |
| ------------------------- | --------------------------------- | ------------------------- |
| #                         | Cyklist                           | Placering                 |
| 161                       | Nils Politt (GER)                 | 50.                       |
| 162                       | Mikkel Bjerg (DEN)                | 70.                       |
| 163                       | Rune Herregodts (BEL)             | 100.                      |
| 164                       | Jhonatan Narváez (ECU) (landsväg) | 43.                       |
| 165                       | António Morgado (POR)             | 42.                       |
| 166                       | Florian Vermeersch (BEL)          | 140.                      |
| 167                       | Tim Wellens (BEL)                 | 46.                       |
| Sportchef : Marco Marcato |                                   |                           |

| XDS Astana Team XAT                         | XDS Astana Team XAT              | XDS Astana Team XAT |
| ------------------------------------------- | -------------------------------- | ------------------- |
| #                                           | Cyklist                          | Placering           |
| 171                                         | Davide Ballerini (ITA)           | 137.                |
| 172                                         | Alberto Bettiol (ITA) (landsväg) | 115.                |
| 173                                         | Cees Bol (NED)                   | 18.                 |
| 174                                         | Michele Gazzoli (ITA)            | 105.                |
| 175                                         | Alessandro Romele (ITA)          | 110.                |
| 176                                         | Ide Schelling (NED)              | 129.                |
| 177                                         | Mike Teunissen (NED)             | 19.                 |
| Sportchef : Laurenzo Lapage, Stefano Zanini |                                  |                     |

| Israel-Premier Tech IPT                   | Israel-Premier Tech IPT | Israel-Premier Tech IPT |
| ----------------------------------------- | ----------------------- | ----------------------- |
| #                                         | Cyklist                 | Placering               |
| 181                                       | Joseph Blackmore (GBR)  | 93.                     |
| 182                                       | Guillaume Boivin (CAN)  | DNF                     |
| 183                                       | Matis Louvel (FRA)      | 28.                     |
| 184                                       | Riley Pickrell (CAN)    | DNF                     |
| 185                                       | Riley Sheehan (USA)     | 99.                     |
| 186                                       | Jake Stewart (GBR)      | 20.                     |
| 187                                       | Tom Van Asbroeck (BEL)  | 71.                     |
| Sportchef : Eric Van Lancker, Steve Bauer |                         |                         |

| Lotto LOT                            | Lotto LOT                      | Lotto LOT |
| ------------------------------------ | ------------------------------ | --------- |
| #                                    | Cyklist                        | Placering |
| 191                                  | Arnaud De Lie (BEL) (landsväg) | 85.       |
| 192                                  | Lionel Taminiaux (BEL)         | 135.      |
| 193                                  | Cedric Beullens (BEL)          | 91.       |
| 194                                  | Jasper De Buyst (BEL)          | 131.      |
| 195                                  | Sébastien Grignard (BEL)       | 88.       |
| 196                                  | Arjen Livyns (BEL)             | 17.       |
| 197                                  | Brent Van Moer (BEL)           | 4.        |
| Sportchef : Dirk Demol, Nikolas Maes |                                |           |

| Uno-X Mobility UXM                                              | Uno-X Mobility UXM            | Uno-X Mobility UXM |
| --------------------------------------------------------------- | ----------------------------- | ------------------ |
| #                                                               | Cyklist                       | Placering          |
| 201                                                             | Jonas Abrahamsen (NOR)        | 53.                |
| 202                                                             | Jonas Iversby Hvideberg (NOR) | 96.                |
| 203                                                             | Søren Wærenskjold (NOR)       | 1.                 |
| 204                                                             | Amund Grøndahl Jansen (NOR)   | 148.               |
| 205                                                             | Erik Nordsæter Resell (NOR)   | 80.                |
| 206                                                             | Anders Skaarseth (NOR)        | 86.                |
| 207                                                             | Rasmus Fossum Tiller (NOR)    | 67.                |
| Sportchef : Gino Van Oudenhove, Leonard Snoeks, Max Emil Kørner |                               |                    |

| Q36.5 Pro Cycling Team Q36            | Q36.5 Pro Cycling Team Q36 | Q36.5 Pro Cycling Team Q36 |
| ------------------------------------- | -------------------------- | -------------------------- |
| #                                     | Cyklist                    | Placering                  |
| 211                                   | Tom Pidcock (GBR)          | 38.                        |
| 212                                   | Fabio Christen (SUI)       | 35.                        |
| 213                                   | Frederik Frison (BEL)      | DNF                        |
| 214                                   | Kamil Małecki (POL)        | DNF                        |
| 215                                   | Jannik Steimle (GER)       | 68.                        |
| 216                                   | Nicolò Parisini (ITA)      | DNF                        |
| 217                                   | Nickolas Zukowsky (CAN)    | 142.                       |
| Sportchef : Piotr Wadecki, Jens Zemke |                            |                            |

| Team Flanders-Baloise TFB                  | Team Flanders-Baloise TFB | Team Flanders-Baloise TFB |
| ------------------------------------------ | ------------------------- | ------------------------- |
| #                                          | Cyklist                   | Placering                 |
| 221                                        | Alex Colman (BEL)         | DNF                       |
| 222                                        | Brem Deman (BEL)          | 144.                      |
| 223                                        | Siebe Deweirdt (BEL)      | 56.                       |
| 224                                        | Yentl Vandevelde (BEL)    | DNF                       |
| 225                                        | Dylan Vandenstorme (BEL)  | 112.                      |
| 226                                        | Ward Vanhoof (BEL)        | 78.                       |
| 227                                        | Victor Vercouillie (BEL)  | 58.                       |
| Sportchef : Hans De Clercq, Andy Missotten |                           |                           |

| Tudor Pro Cycling Team TUD                | Tudor Pro Cycling Team TUD | Tudor Pro Cycling Team TUD |
| ----------------------------------------- | -------------------------- | -------------------------- |
| #                                         | Cyklist                    | Placering                  |
| 231                                       | Matteo Trentin (ITA)       | 12.                        |
| 232                                       | Robin Froidevaux (SUI)     | 133.                       |
| 233                                       | Marco Haller (AUT)         | 120.                       |
| 234                                       | Petr Kelemen (CZE)         | 145.                       |
| 235                                       | Fabian Lienhard (SUI)      | 117.                       |
| 236                                       | Marius Mayrhofer (GER)     | 128.                       |
| 237                                       | Rick Pluimers (NED)        | 24.                        |
| Sportchef : Morgan Lamoisson, Bart Leysen |                            |                            |

| Unibet Tietema Rockets RKT            | Unibet Tietema Rockets RKT   | Unibet Tietema Rockets RKT |
| ------------------------------------- | ---------------------------- | -------------------------- |
| #                                     | Cyklist                      | Placering                  |
| 241                                   | Hartthijs de Vries (NED)     | 36.                        |
| 242                                   | Owen Geleijn (NED)           | 101.                       |
| 243                                   | Axel Huens (FRA)             | 72.                        |
| 244                                   | Jelle Johannink (NED)        | 84.                        |
| 245                                   | Tomáš Kopecký (CZE)          | 94.                        |
| 246                                   | Lukáš Kubiš (SVK) (landsväg) | 6.                         |
| 247                                   | Abram Stockman (BEL)         | 79.                        |
| Sportchef : Sverre Vik, Rob Harmeling |                              |                            |

Förklaringar
DNF = Fullföljde inte, OTL = Utanför tidsgränsen, DNS = Startade inte, DSQ = Diskvalificerad